# Рауль Гонсалес
Рау́ль Гонса́лес Бла́нко, відоміший як Рауль (ісп. Raúl González Blanco, МФА: [raˈul gonˈθaleθ ˈblaŋko]; нар. 27 червня 1977, Мадрид, Іспанія) — іспанський футболіст, що грав на позиції нападника. По завершенні ігрової кар'єри — тренер. З 2019 року очолює тренерський штаб команди «Реал Мадрид Кастілья».

## Клубна кар'єра

### Початок кар'єри
Рауль виріс біля Мадрида, в селищі Марконі-да-Сан-Кристобаль-де-лос-Анхелес. Його батько дон Педро, був уболівальником мадридського «Атлетіко», клубу, в якому заграв Рауль після невеликого періоду в команді «Сан-Кристобаль». Але в «Атлетіко» талант Рауля не оцінили, тому він опинився в «Реалі», де й провів більшість кар'єри.
1992 року, забив вісім м'ячів у ворота «Сан Вісенте Атлетико».

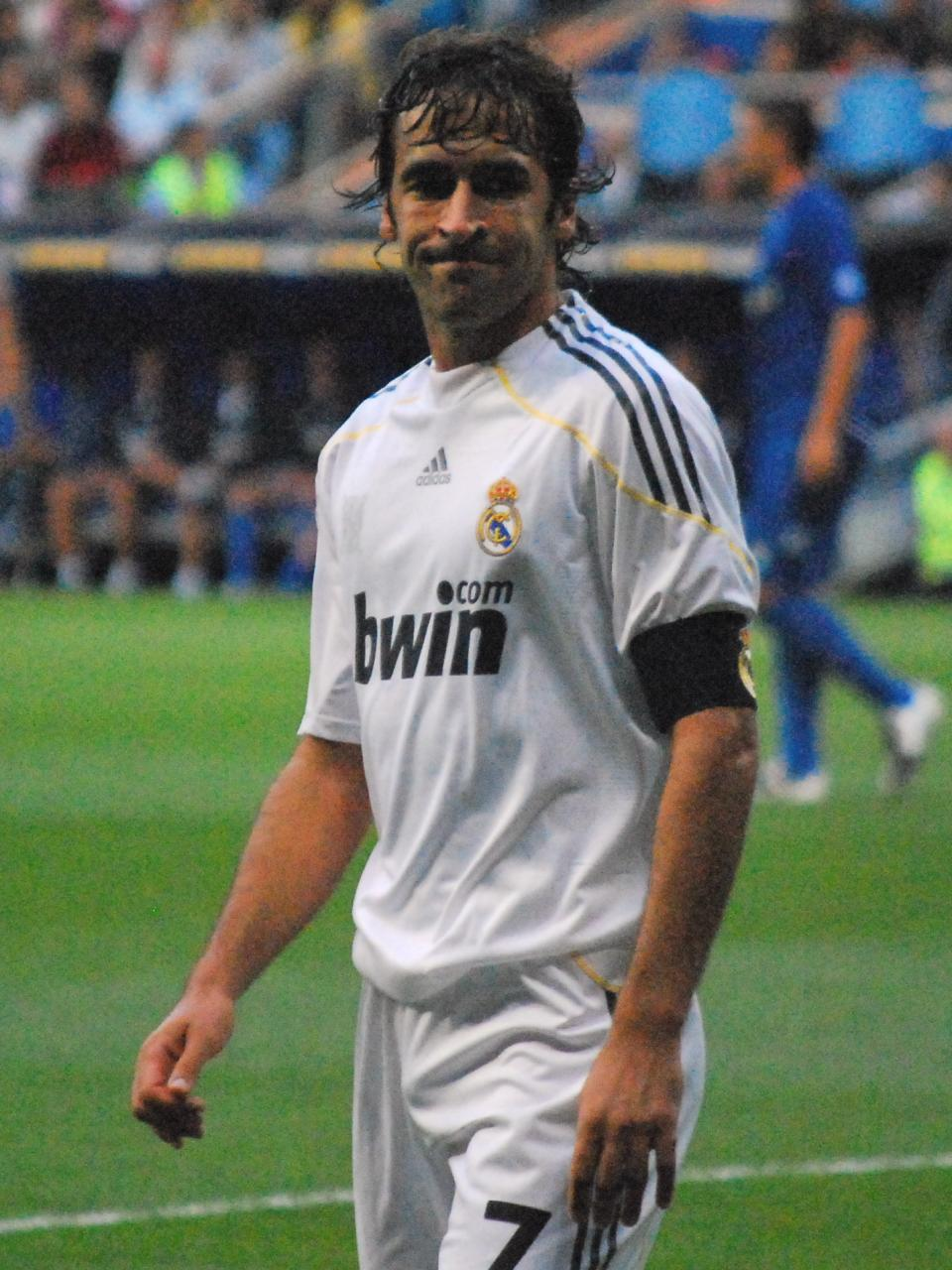
Рауль під час виступів за «Реал». 20 вересня 2009 року.

### «Реал Мадрид»
29 жовтня 1994 року вперше вийшов на поле в основному складі «Реалу».
8 березня 2008 року, Рауль забив свій 200 гол в іспанській Прімері.
Забивши гол 30 березня 2008 року, в матчі 30-го туру Прімери проти «Севільї», вийшов на друге місце за кількістю голів за всю історію клубу (290 голів). Рауль, забивши в матчі 21-го туру чемпіонату Іспанії в ворота «Нумансії», зрівнявся з Альфредо Ді Стефано за кількістю м'ячів в складі «Реал Мадрида». Пізніше, забив гол 5 лютого 2009 року, в матчі 23-го туру чемпіонату Іспанії в ворота «Спортінга», став найкращим бомбардиром в історії цього клубу. Він обігнав легендарного Альфредо Ді Стефано. Тепер на рахунку форварда понад 321 м'яча.
Триразовий переможець Ліги чемпіонів УЄФА і найрезультативніший форвард мадридського «Реалу» всіх часів, забив найбільше від усіх м'ячів у Лізі чемпіонів (64 голи). Найрезультативніший в офіційних змаганнях УЄФА (66 голів).

### «Шальке 04»

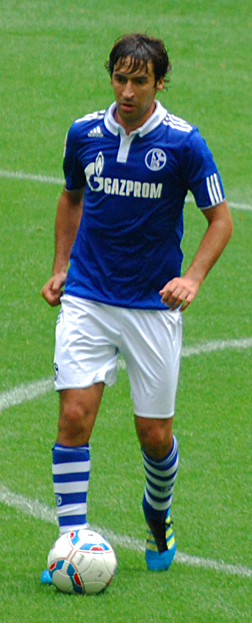
Рауль під час виступів за «Шальке 04». 9 липня 2011 року.

Влітку 2010 року Рауль офіційно перейшов у німецький «Шальке 04».

### «Аль-Садд»
12 травня 2012 року перейшов до катарського клубу «Аль-Садд».

### Нью-Йорк Космос
Наприкінці 2014 року Рауль підписав контракт з нещодавно відновленим клубом «Нью-Йорк Космос» з Північноамериканської футбольної ліги (NASL). З нью-йоркцями нападник став чемпіоном Північноамериканської футбольної ліги, а також виграв регулярний чемпіонат NASL. Завершив професійну ігрову кар'єру у клубі «Нью-Йорк Космос» в кінці 2015 року разом з іншим зірковим партнером і співвітчизником Маркосом Сенною.

## Тренерська кар'єра
20 червня 2019 року було оголошено про те, що в сезоні 2019/20 Рауль буде тренером резервної команди «Реалу» — «Кастільї».

## Кар'єра в збірній
- Перший матч зіграв 9 жовтня 1996 року з Чехією.
- 27 березня 1999 року забив чотири м'ячі у ворота Австрії (9-0).
- Останній матч провів 6 вересня 2006 року в Белфасті зі збірною Північної Ірландії.

| Дата       | Місто                  | Господарі            | Результат             | Гості                | Турнір                | Голи | Примітки |
| ---------- | ---------------------- | -------------------- | --------------------- | -------------------- | --------------------- | ---- | -------- |
| 9-10-1996  | Прага                  | Чехія                | 0 – 0                 | Іспанія              | Відбір до ЧС 1998     | -    |          |
| 13-11-1996 | Санта-Крус-де-Тенерифе | Іспанія              | 4 – 1                 | Словаччина           | Відбір до ЧС 1998     | -    |          |
| 14-12-1996 | Валенсія               | Іспанія              | 2 – 0                 | Югославія            | Відбір до ЧС 1998     | 1    | 88'      |
| 18-12-1996 | Валлетта               | Мальта               | 0 – 3                 | Іспанія              | Відбір до ЧС 1998     | -    | 75'      |
| 12-2-1997  | Аліканте               | Іспанія              | 4 – 0                 | Мальта               | Відбір до ЧС 1998     | -    | 46'      |
| 30-4-1997  | Белград                | Югославія            | 1 – 1                 | Іспанія              | Відбір до ЧС 1998     | -    |          |
| 8-6-1997   | Вальядолід             | Іспанія              | 1 – 0                 | Чехія                | Відбір до ЧС 1998     | -    |          |
| 24-9-1997  | Братислава             | Словаччина           | 1 – 2                 | Іспанія              | Відбір до ЧС 1998     | -    |          |
| 11-10-1997 | Хіхон                  | Іспанія              | 3 – 1                 | Фарерські острови    | Відбір до ЧС 1998     | -    |          |
| 19-11-1997 | Пальма (місто)         | Іспанія              | 1 – 1                 | Румунія              | товариський матч      | -    | 46'      |
| 28-1-1998  | Сен-Дені               | Франція              | 1 – 0                 | Іспанія              | товариський матч      | -    | 73'      |
| 25-3-1998  | Віго                   | Іспанія              | 4 – 0                 | Швеція               | товариський матч      | 1    | 46'      |
| 3-6-1998   | Сантандер              | Іспанія              | 4 – 1                 | Північна Ірландія    | товариський матч      | -    | 46'      |
| 13-6-1998  | Нант                   | Іспанія              | 2 – 3                 | Нігерія              | ЧС 1998 - 1-й етап    | 1    |          |
| 19-6-1998  | Сент-Етьєн             | Іспанія              | 0 – 0                 | Парагвай             | ЧС 1998 - 1-й етап    | -    | 66'      |
| 24-6-1998  | Ленс                   | Іспанія              | 6 – 1                 | Болгарія             | ЧС 1998 - 1-й етап    | -    | 51'      |
| 5-9-1998   | Лімасол                | Кіпр                 | 3 – 2                 | Іспанія              | Відбір до ЧЄ 2000     | 1    |          |
| 23-9-1998  | Гранада                | Іспанія              | 1 – 0                 | Росія                | товариський матч      | -    | 88'      |
| 14-10-1998 | Тель-Авів              | Ізраїль              | 1 – 2                 | Іспанія              | Відбір до ЧЄ 2000     | -    | 89'      |
| 18-11-1998 | Салерно                | Італія               | 2 – 2                 | Іспанія              | товариський матч      | 1    |          |
| 27-3-1999  | Валенсія               | Іспанія              | 9 – 0                 | Австрія              | Відбір до ЧЄ 2000     | 4    |          |
| 31-3-1999  | Серравалле             | Сан-Марино           | 0 – 6                 | Іспанія              | Відбір до ЧЄ 2000     | 3    |          |
| 5-6-1999   | Вілярреаль             | Іспанія              | 9 – 0                 | Сан-Марино           | Відбір до ЧЄ 2000     | 1    | 62'      |
| 18-8-1999  | Варшава                | Польща               | 1 – 2                 | Іспанія              | товариський матч      | -    | кап.     |
| 4-9-1999   | Відень                 | Австрія              | 1 – 3                 | Іспанія              | Відбір до ЧЄ 2000     | 1    |          |
| 8-9-1999   | Бадахос                | Іспанія              | 8 – 0                 | Кіпр                 | Відбір до ЧЄ 2000     | -    |          |
| 10-10-1999 | Альбасете              | Іспанія              | 3 – 0                 | Ізраїль              | Відбір до ЧЄ 2000     | 1    |          |
| 13-11-1999 | Віго                   | Іспанія              | 0 – 0                 | Бразилія             | товариський матч      | -    | 86'      |
| 17-11-1999 | Севілья                | Іспанія              | 0 – 2                 | Аргентина            | товариський матч      | -    | 46'      |
| 26-1-2000  | Картахена              | Іспанія              | 3 – 0                 | Польща               | товариський матч      | 1    | кап.     |
| 29-3-2000  | Барселона              | Іспанія              | 2 – 0                 | Італія               | товариський матч      | -    | 77'      |
| 13-6-2000  | Роттердам              | Іспанія              | 0 – 1                 | Норвегія             | ЧЄ 2000 - 1-й етап    | -    |          |
| 18-6-2000  | Амстердам              | Словенія             | 1 – 2                 | Іспанія              | ЧЄ 2000 - 1-й етап    | 1    |          |
| 21-6-2000  | Брюгге                 | Югославія            | 3 – 4                 | Іспанія              | ЧЄ 2000 - 1-й етап    | -    |          |
| 25-6-2000  | Брюгге                 | Іспанія              | 1 – 2                 | Франція              | ЧЄ 2000 - чвертьфінал | -    |          |
| 16-8-2000  | Ганновер               | Німеччина            | 4 – 1                 | Іспанія              | товариський матч      | 1    |          |
| 2-9-2000   | Сараєво                | Боснія і Герцеговина | 1 – 2                 | Іспанія              | Відбір до ЧС 2002     | -    |          |
| 7-10-2000  | Мадрид                 | Іспанія              | 2 – 0                 | Ізраїль              | Відбір до ЧС 2002     | -    | 85'      |
| 11-10-2000 | Відень                 | Австрія              | 1 – 1                 | Іспанія              | Відбір до ЧС 2002     | -    | 86'      |
| 15-11-2000 | Севілья                | Іспанія              | 1 – 2                 | Нідерланди           | товариський матч      | -    | 46'      |
| 28-2-2001  | Бірмінгем              | Англія               | 3 – 0                 | Іспанія              | товариський матч      | -    | 81'      |
| 24-3-2001  | Аліканте               | Іспанія              | 5 – 0                 | Ліхтенштейн          | Відбір до ЧС 2002     | 1    |          |
| 28-3-2001  | Валенсія               | Іспанія              | 2 – 1                 | Франція              | товариський матч      | -    | 81'      |
| 25-4-2001  | Кордова (Іспанія)      | Іспанія              | 1 – 0                 | Японія               | товариський матч      | -    | 46'      |
| 2-6-2001   | Ов'єдо                 | Іспанія              | 4 – 1                 | Боснія і Герцеговина | Відбір до ЧС 2002     | 1    |          |
| 6-6-2001   | Тель-Авів              | Ізраїль              | 1 – 1                 | Іспанія              | Відбір до ЧС 2002     | 1    |          |
| 1-9-2001   | Валенсія               | Іспанія              | 4 – 0                 | Австрія              | Відбір до ЧС 2002     | -    |          |
| 5-9-2001   | Вадуц                  | Ліхтенштейн          | 0 – 2                 | Іспанія              | Відбір до ЧС 2002     | 1    | 46'      |
| 14-11-2001 | Уельва                 | Іспанія              | 1 – 0                 | Мексика              | товариський матч      | 1    |          |
| 27-3-2002  | Роттердам              | Нідерланди           | 1 – 0                 | Іспанія              | товариський матч      | -    | 46'      |
| 17-4-2002  | Белфаст                | Північна Ірландія    | 0 – 5                 | Іспанія              | товариський матч      | 2    |          |
| 2-6-2002   | Кванджу                | Іспанія              | 3 – 1                 | Словенія             | ЧС 2002 - 1-й етап    | 1    |          |
| 7-6-2002   | Чонджу                 | Іспанія              | 3 – 1                 | Парагвай             | ЧС 2002 - 1-й етап    | -    |          |
| 12-6-2002  | Теджон                 | ПАР                  | 2 – 3                 | Іспанія              | ЧС 2002 - 1-й етап    | 2    | 82'      |
| 16-6-2002  | Сувон                  | Іспанія              | 1 – 1 д.ч. (3-2 п.п.) | Ірландія             | ЧС 2002 - 1/8 фіналу  | -    | 80'      |
| 21-8-2002  | Будапешт               | Угорщина             | 1 – 1                 | Іспанія              | товариський матч      | -    | кап. 46' |
| 7-9-2002   | Афіни                  | Греція               | 0 – 2                 | Іспанія              | Відбір до ЧЄ 2004     | -    | кап.     |
| 12-10-2002 | Альбасете              | Іспанія              | 3 – 0                 | Північна Ірландія    | Відбір до ЧЄ 2004     | 1    | кап. 62' |
| 12-2-2003  | Пальма (місто)         | Іспанія              | 3 – 1                 | Німеччина            | товариський матч      | 2    | кап. 84' |
| 29-3-2003  | Київ                   | Україна              | 2 – 2                 | Іспанія              | Відбір до ЧЄ 2004     | 1    | кап.     |
| 2-4-2003   | Леон                   | Іспанія              | 3 – 0                 | Вірменія             | Відбір до ЧЄ 2004     | -    | кап.     |
| 7-6-2003   | Сарагоса               | Іспанія              | 0 – 1                 | Греція               | Відбір до ЧЄ 2004     | -    | кап.     |
| 11-6-2003  | Белфаст                | Північна Ірландія    | 0 – 0                 | Іспанія              | Відбір до ЧЄ 2004     | -    | кап.     |
| 6-9-2003   | Гімарайнш              | Португалія           | 0 – 3                 | Іспанія              | товариський матч      | -    | кап. 46' |
| 10-9-2003  | Ельче                  | Іспанія              | 2 – 1                 | Україна              | Відбір до ЧЄ 2004     | 2    | кап.     |
| 11-10-2003 | Єреван                 | Вірменія             | 0 – 4                 | Іспанія              | Відбір до ЧЄ 2004     | 1    | кап. 77' |
| 15-11-2003 | Валенсія               | Іспанія              | 2 – 1                 | Норвегія             | Відбір до ЧЄ 2004     | 1    | кап.     |
| 19-11-2003 | Осло                   | Норвегія             | 0 – 3                 | Іспанія              | Відбір до ЧЄ 2004     | 1    | кап.     |
| 18-2-2004  | Барселона              | Іспанія              | 2 – 1                 | Перу                 | товариський матч      | -    | кап. 46' |
| 31-3-2004  | Хіхон                  | Іспанія              | 2 – 0                 | Данія                | товариський матч      | 1    | 46'      |
| 28-4-2004  | Генуя                  | Італія               | 1 – 1                 | Іспанія              | товариський матч      | -    | кап. 46' |
| 5-6-2004   | Хетафе                 | Іспанія              | 4 – 0                 | Андорра              | товариський матч      | -    | 46'      |
| 12-6-2004  | Фару                   | Іспанія              | 1 – 0                 | Росія                | ЧЄ 2004 - 1-й етап    | -    | кап. 78' |
| 16-6-2004  | Порту                  | Греція               | 1 – 1                 | Іспанія              | ЧЄ 2004 - 1-й етап    | -    | кап. 80' |
| 20-6-2004  | Лісабон                | Іспанія              | 0 – 1                 | Португалія           | ЧЄ 2004 - 1-й етап    | -    | кап.     |
| 18-8-2004  | Лас-Пальмас            | Іспанія              | 3 – 2                 | Венесуела            | товариський матч      | -    | кап. 46' |
| 3-9-2004   | Валенсія               | Іспанія              | 1 – 1                 | Шотландія            | товариський матч      | 1    | 46'      |
| 8-9-2004   | Зениця                 | Боснія і Герцеговина | 1 – 1                 | Іспанія              | Відбір до ЧС 2006     | -    | кап.     |
| 9-10-2004  | Сантандер              | Іспанія              | 2 – 0                 | Бельгія              | Відбір до ЧС 2006     | 1    | кап.     |
| 13-10-2004 | Вільнюс                | Литва                | 1 – 1                 | Іспанія              | Відбір до ЧС 2006     | -    | кап.     |
| 17-11-2004 | Мадрид                 | Іспанія              | 1 – 0                 | Англія               | товариський матч      | -    | кап. 46' |
| 9-2-2005   | Альмерія               | Іспанія              | 5 – 0                 | Сан-Марино           | Відбір до ЧС 2006     | 1    | кап. 46' |
| 30-3-2005  | Белград                | Сербія та Чорногорія | 0 – 0                 | Іспанія              | Відбір до ЧС 2006     | -    | 46'      |
| 4-6-2005   | Валенсія               | Іспанія              | 1 – 0                 | Литва                | Відбір до ЧС 2006     | -    | кап. 74' |
| 8-6-2005   | Валенсія               | Іспанія              | 1 – 1                 | Боснія і Герцеговина | Відбір до ЧС 2006     | -    | кап.     |
| 17-8-2005  | Хіхон                  | Іспанія              | 2 – 0                 | Уругвай              | товариський матч      | -    | кап. 70' |
| 3-9-2005   | Сантандер              | Іспанія              | 2 – 1                 | Канада               | товариський матч      | -    | 55'      |
| 7-9-2005   | Мадрид                 | Іспанія              | 1 – 1                 | Сербія та Чорногорія | Відбір до ЧС 2006     | 1    | кап.     |
| 8-10-2005  | Брюссель               | Бельгія              | 0 – 2                 | Іспанія              | Відбір до ЧС 2006     | -    | кап.     |
| 12-10-2005 | Серравалле             | Сан-Марино           | 0 – 6                 | Іспанія              | Відбір до ЧС 2006     | -    | кап. 72' |
| 12-11-2005 | Мадрид                 | Іспанія              | 5 – 1                 | Словаччина           | Відбір до ЧС 2006     | -    | кап.     |
| 16-11-2005 | Братислава             | Словаччина           | 1 – 1                 | Іспанія              | Відбір до ЧС 2006     | -    | кап. 65' |
| 27-5-2006  | Альбасете              | Іспанія              | 0 – 0                 | Росія                | товариський матч      | -    | 46'      |
| 3-6-2006   | Ельче                  | Іспанія              | 2 – 0                 | Єгипет               | товариський матч      | 1    | кап. 63' |
| 7-6-2006   | Женева                 | Іспанія              | 2 – 1                 | Хорватія             | товариський матч      | -    | кап. 46' |
| 14-6-2006  | Лейпциг                | Іспанія              | 4 – 0                 | Україна              | ЧС 2006 - 1-й етап    | -    | 55'      |
| 19-6-2006  | Штутгарт               | Іспанія              | 3 – 1                 | Туніс                | ЧС 2006 - 1-й етап    | 1    | 46'      |
| 23-6-2006  | Кайзерслаутерн         | Саудівська Аравія    | 0 – 1                 | Іспанія              | ЧС 2006 - 1-й етап    | -    | кап. 46' |
| 27-6-2006  | Ганновер               | Іспанія              | 1 – 3                 | Франція              | ЧС 2006 - 1/8 фіналу  | -    | кап. 54' |
| 15-8-2006  | Рейк'явік              | Ісландія             | 0 – 0                 | Іспанія              | товариський матч      | -    | кап.     |
| 2-9-2006   | Бадахос                | Іспанія              | 4 – 0                 | Ліхтенштейн          | Відбір до ЧЄ 2008     | -    | кап.     |
| 6-9-2006   | Белфаст                | Північна Ірландія    | 3 – 2                 | Іспанія              | Відбір до ЧЄ 2008     | -    | кап.     |
| Усього     |                        | Матчів (11 місце)    | 102                   |                      | Голів (2 місце)       | 44   |          |

## Досягнення

### Гравець
«Реал Мадрид»
- Чемпіон Іспанії (6): 1994-95, 1996-97, 2000-01, 2002-03, 2006-07, 2007-08
- Володар Суперкубка Іспанії (4): 1997, 2001, 2003, 2008
- Переможець Ліги чемпіонів УЄФА (3): 1997–1998, 1999–2000, 2001–2002
- Володар Суперкубка УЄФА: 2002
- Володар Міжконтинентального кубка (2): 1998, 2002

 «Шальке 04»
- Володар Кубку Німеччини: 2010-11
- Володар Суперкубка Німеччини: 2011

 «Аль-Садд»
- Чемпіон Катару: 2012-13
- Володар Кубка Еміра Катару: 2014

 «Нью-Йорк Космос»
- Чемпіон Північноамериканської футбольної ліги: 2015
- Переможець регулярного чемпіонату NASL: 2015

### Тренер
- Переможець Юнацької ліги УЄФА: 2019-20

## Особисті досягнення
- Найкращий молодий гравець чемпіонату Іспанії 1995 року («Don Balon»)
- Третій футболіст світу 2001 року (за версією FIFA)
- Володар «Срібного м'яча» другого футболіста Європи 2001 року (за версією журналу «France Football»)
- Найкращий футболіст року в Іспанії 1997, 1999, 2000, 2001, 2002 років («Don Balon»)
- Найкращий футболіст року в Іспанії 1996, 1997, 1999, 2000, 2001 років («El País»)
- Найкращий нападник європейського сезону 1999/00, 2000/01, 2002/03 років (за версією UEFA)
- Входить до складу символічної збірної за підсумками Чемпіонату Європи 2000 року (за версією UEFA)
- Володар трофею «Легенда» за версією читачів газети «Marca»
- Володар «Бронзового бутсу» серед найкращих бомбардирів національних чемпіонатів Європи 1999 року(25 голів — 50 очок) (нагорода «ESM»)
- Володар «Бронзового бутсу» серед найкращих бомбардирів національних чемпіонатів Європи 2001 року (24 голи — 48 очок) (нагорода «ESM»)
- Володар трофею «Пічічі» найкращого бомбардира першості Ла-Ліги сезону 1998—1999, 2000—2001 років
- Володар призу IFFHS найкращому бомбардирові світу в міжнародних матчах: 1999[8]
- У квітні 2007 року отримав звання джентльмена Fair Play за те, що протягом двох з половиною років (починаючи з жовтня 2004 року) не отримав жодної жовтої картки в офіційних матчах.
- Входить в список ФІФА 100
- Найкращий бомбардир Ліги чемпіонів УЄФА: 2000, 2001
- Рекордсмен за кількістю матчів зіграних у складі «Реалу» 741 матч
- Найкращий бомбардир відбіркового турніру Євро-2000
- Трофей Альфредо Ді Стефано: 2008 (приз найкращому гравцеві чемпіонату Іспанії)
- Лауреат премії «АС» «Найкращий спортсмен року»: 2007
- Входить до складу символічної збірної Ліги Чемпіонів сезону 2010—2011
- Найкращий футболіст Іспанії всіх часів [Архівовано 5 березня 2016 у Wayback Machine.] («Marca»)
- Входить в список 50 найкращих футболістів Ліги Чемпіонів за останні 20 років
- Включений в Зал слави «Шальке 04»[9]

## Особисте життя
Зараз Рауль одружений, у нього п'ятеро дітей: Хорхе, Уго, близнюки Матео і Ектор, а також донька Марія. Перша дитина була названа на честь людини, яка зіграла велику роль в утвердженні кар'єри Рауля, Хорхе Вальдано. Рауль полюбляє читати, особливо книги Артуро Переса-Реверте, слухати іспанську музику. Любить стежити за коридою та полюванням.